# Montalenghe
Montalenghe est une commune italienne de la ville métropolitaine de Turin, dans la région Piémont.

## Administration
| Période                                  | Période  | Identité               | Étiquette | Qualité |
| ---------------------------------------- | -------- | ---------------------- | --------- | ------- |
| 5 avril 2005                             | En cours | Valerio Camillo Grosso | civica    |         |
| Les données manquantes sont à compléter. |          |                        |           |         |

### Communes limitrophes
Scarmagno, Cuceglio, Mercenasco, San Giorgio Canavese, Orio Canavese.